# Woincourt
Ne doit pas être confondu avec Wiencourt
Woincourt est une commune française située dans le département de la Somme, en région Hauts-de-France.
Depuis le 13 février 2020, la commune fait partie du parc naturel régional Baie de Somme - Picardie maritime.

## Géographie

### Localisation
Woincourt est un village picard du Vimeu.
Limitrophe de Friville-Escarbotin, la commune est située à 5 km à l'ouest de Feuquières-en-Vimeu, 9 km au nord-est d'Eu-le-Tréport, 9 km au nord de Gamaches, 22 km au sud-ouest d'Abbeville, 36 km au nord-est de Dieppe et à 58 km au nord-ouest d'Amiens à vol d'oiseau.
Le territoire de la commune est limitrophe de ceux de quatre communes.
Les communes limitrophes sont  Dargnies, Fressenneville, Friville-Escarbotin et Yzengremer.

### Hydrographie
La commune est traversée par la ligne de partage des eaux entre les bassins hydrographiques Artois-Picardie et Seine-Normandie. Elle n'est drainée par aucun cours d'eau.

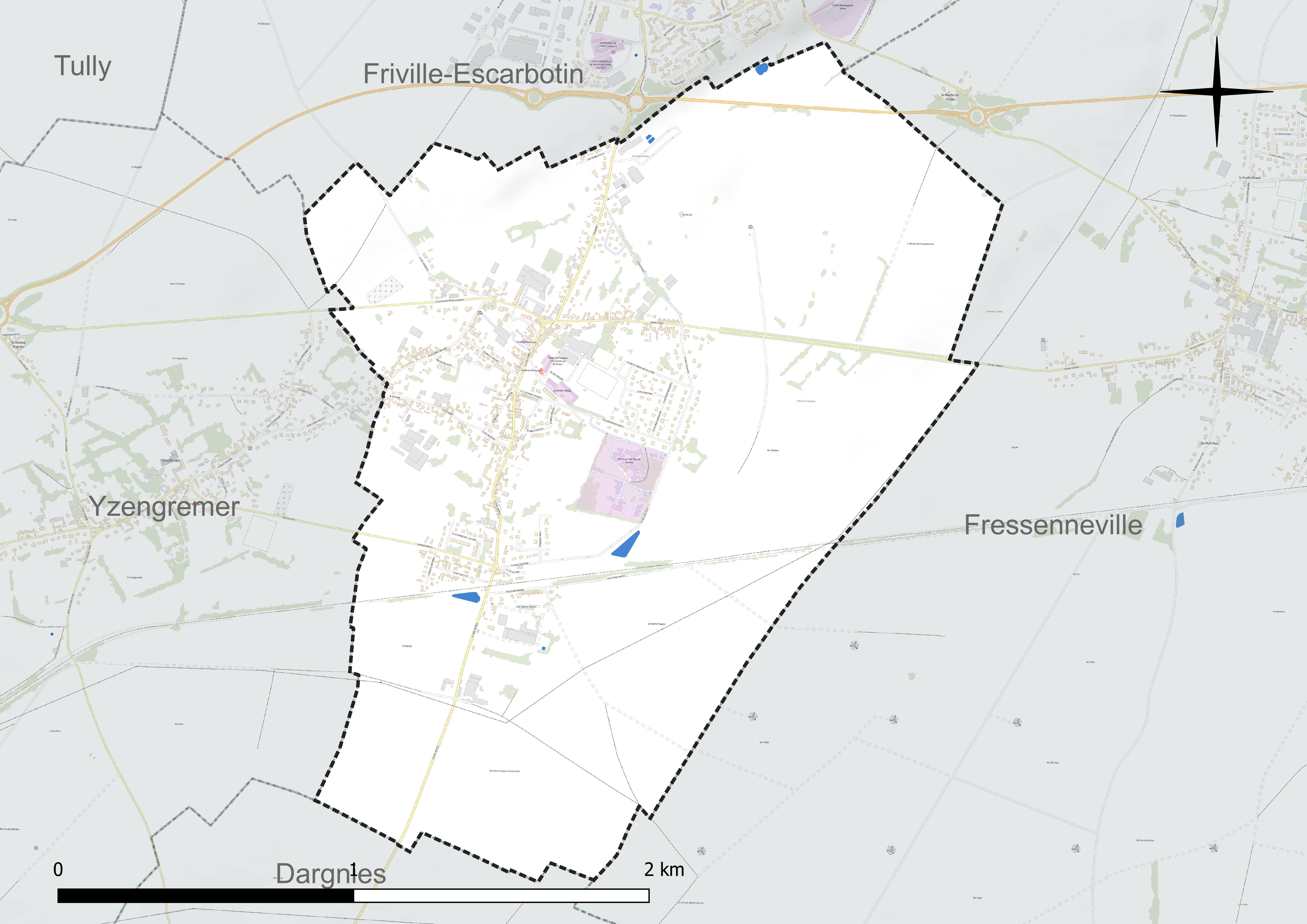
Réseau hydrographique de Woincourt.

### Climat
Pour des articles plus généraux, voir Climat des Hauts-de-France et Climat de la Somme.
En 2010, le climat de la commune est de type climat océanique franc, selon une étude du CNRS s'appuyant sur une série de données couvrant la période 1971-2000. En 2020, Météo-France publie une typologie des climats de la France métropolitaine dans laquelle la commune est exposée à un climat océanique et est dans la région climatique Côtes de la Manche orientale, caractérisée par un faible ensoleillement (1 550 h/an) ; forte humidité de l'air (plus de 20 h/jour avec humidité relative > 80 % en hiver), vents forts fréquents.
Pour la période 1971-2000, la température annuelle moyenne est de 10,3 °C, avec une amplitude thermique annuelle de 13,4 °C. Le cumul annuel moyen de précipitations est de 875 mm, avec 12,7 jours de précipitations en janvier et 8,6 jours en juillet. Pour la période 1991-2020, la température moyenne annuelle observée sur la station météorologique la plus proche, située sur la commune de Cayeux-sur-Mer à 13 km à vol d'oiseau, est de 11,4 °C et le cumul annuel moyen de précipitations est de 761,1 mm,. Pour l'avenir, les paramètres climatiques de la commune estimés pour 2050 selon différents scénarios d'émission de gaz à effet de serre sont consultables sur un site dédié publié par Météo-France en novembre 2022.

## Urbanisme

### Typologie
Au 1er janvier 2024, Woincourt est catégorisée petite ville, selon la nouvelle grille communale de densité à sept niveaux définie par l'Insee en 2022.
Elle appartient à l'unité urbaine de Friville-Escarbotin, une agglomération intra-départementale regroupant quatre  communes, dont elle est une commune de la banlieue,,. Par ailleurs la commune fait partie de l'aire d'attraction de Friville-Escarbotin, dont elle est une commune du pôle principal,. Cette aire, qui regroupe 33 communes, est catégorisée dans les aires de moins de 50 000 habitants,.

### Occupation des sols
L'occupation des sols de la commune, telle qu'elle ressort de la base de données européenne d'occupation biophysique des sols Corine Land Cover (CLC), est marquée par l'importance des territoires agricoles (76,2 % en 2018), en diminution par rapport à 1990 (77,5 %). La répartition détaillée en 2018 est la suivante : 
terres arables (72,3 %), zones urbanisées (23,8 %), prairies (3,9 %). L'évolution de l'occupation des sols de la commune et de ses infrastructures peut être observée sur les différentes représentations cartographiques du territoire : la carte de Cassini (XVIIIe siècle), la carte d'état-major (1820-1866) et les cartes ou photos aériennes de l'IGN pour la période actuelle (1950 à aujourd'hui).

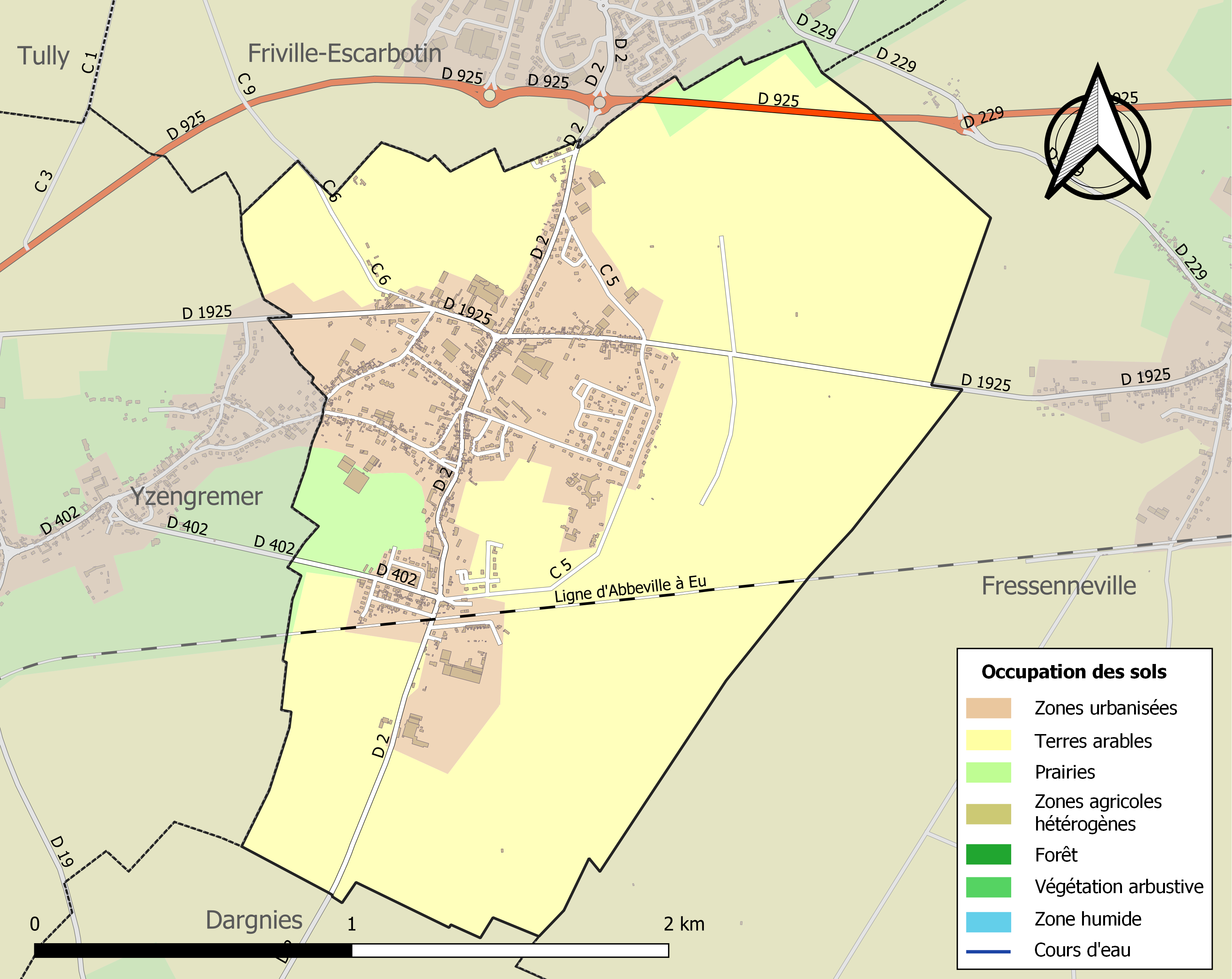
Carte des infrastructures et de l'occupation des sols de la commune en 2018 (CLC).

### Voies de communication et transports
Woincourt est situé à proximité de l'ancienne RN 25 (actuelle RD 925) reliant notamment  Abbeville au Tréport. La commune est également traversée par l'axe routier Saint-Valery - Beauchamps (RD 2).
La localité est desservie par les lignes d'autocars no 2 (Mers-les-Bains - Friville - Abbeville) et n°3 (Gamaches - Woincourt - Abbeville) du réseau Trans'80, Hauts-de-France, chaque jour de la semaine sauf le dimanche et les jours fériés.
Les transports en commun desservent Woincourt, par car ou par train en gare de Woincourt (à 2 kilomètres), sur la ligne Abbeville - Le Tréport.

## Toponymie
Dès 1110, la forme latinisée de Dominica curtis nous est fournie dans Les miracles de Saint-Angilbert. Waincort apparait en 1223 dans un cartulaire de Fouilloy. Un pouillé de 1301 donne Waincourt. En 1468, M. de Cagny cite Wincourt. Les coutumes locales relèvent Woincourt dès 1507,.

## Histoire
Longtemps dépendance de l'abbaye de Saint-Riquier, Woincourt est ensuite passé à l'hospice d'Abbeville.
L'agglomération a compté une usine importante de serrurerie et fabrication de fusils « Chassepot ». Elle était dirigée par la maison « Bricard et Gauthier », médaille d'argent à Paris en 1867, puis par la société Bricard Frères, spécialisée dans les « articles [de serrurerie] de luxe ayant un caractère décoratif ».

## Politique et administration

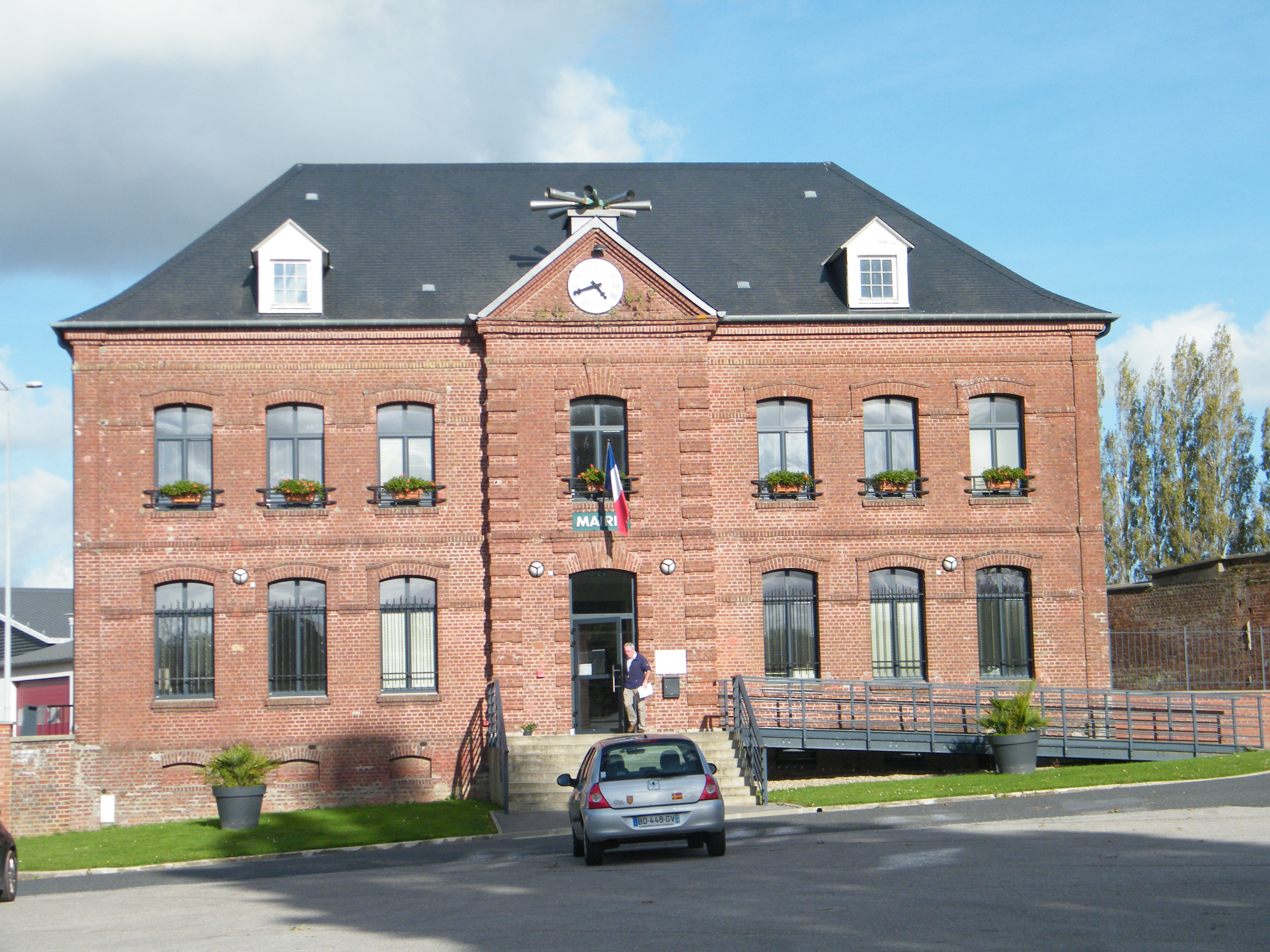
La mairie.

| Période                                  | Période                   | Identité                  | Étiquette | Qualité                                                                          |
| ---------------------------------------- | ------------------------- | ------------------------- | --------- | -------------------------------------------------------------------------------- |
| Les données manquantes sont à compléter. |                           |                           |           |                                                                                  |
| 1800                                     | 1813                      | Adrien Rouget             |           |                                                                                  |
| 1813                                     | 1815                      | Antoine François Dufrien  |           |                                                                                  |
| 1815                                     | 1822                      | Antoine Hocquet           |           |                                                                                  |
| 1822                                     | 1831                      | Henri Ferdinand Paucher   |           |                                                                                  |
| 1831                                     | 1840                      | Antoine François Beauvais |           |                                                                                  |
| 1840                                     | 1849                      | Jean-Baptiste Hénin       |           |                                                                                  |
| 1849                                     | 1855                      | Antoine François Beauvais |           |                                                                                  |
| 1855                                     | 1871                      | Louis Paul Dufrien        |           |                                                                                  |
| 1872                                     | 1892                      | Henri Martel              |           |                                                                                  |
| 1892                                     | 1901                      | Gustave Gauthier          |           | Banquier, ingénieur diplômé de l'École des arts industriels et des mines en 1871 |
| 1902                                     | 1903                      | Oscar Obel                |           |                                                                                  |
| 1903                                     |                           | Joseph Biet               |           |                                                                                  |
| 1919                                     | 1929                      | Martin Louchel            | SFIO      | Tourneur sur métaux. Conseiller général d'Ault (1926-1931)                       |
| 1929                                     | 1939                      | Ernest Gauthier           |           |                                                                                  |
| 1939                                     | 1944                      | Paul Dufrien              |           |                                                                                  |
| 1944                                     | 1947                      | Clodomir Ducrocq          |           | ouvrier                                                                          |
| 1947                                     | 1971                      | Marcel Grognet            |           |                                                                                  |
| mars 1971                                | mars 1977                 | Charles Saint-Germain     | PS        |                                                                                  |
| mars 1977                                | avril 1998                | Jean Franquelin           | PCF       |                                                                                  |
| mai 1998                                 | mars 2014                 | Daniel François           | PCF       |                                                                                  |
| mars 2014                                | En cours (au 25 mai 2020) | Arnaud Petit              | PCF       | Ouvrier d'usine Réélu pour le mandat 2020-2026                                   |

### Tendances politiques et résultats
| Scrutin              | 1er tour | 1er tour | 1er tour | 1er tour | 1er tour | 1er tour | 1er tour | 1er tour | 1er tour | 1er tour | 1er tour | 1er tour |     | 2e tour | 2e tour | 2e tour | 2e tour | 2e tour | 2e tour | 2e tour | 2e tour | 2e tour |
| Scrutin              | 1er      | 1er      | %        | 2e       | 2e       | %        | 3e       | 3e       | %        | 4e       | 4e       | %        | 1er | 1er     | %       | 2e      | 2e      | %       | 3e      | 3e      | %       |         |
| -------------------- | -------- | -------- | -------- | -------- | -------- | -------- | -------- | -------- | -------- | -------- | -------- | -------- | --- | ------- | ------- | ------- | ------- | ------- | ------- | ------- | ------- | ------- |
| Municipales 2020     |          | PCF      | 100,00   |          |          |          |          |          |          |          |          |          |     |         |         |         |         |         |         |         |         |         |
| Départementales 2021 |          | UGE      | 51,48    |          | RN       | 21,01    |          | DVG      | 14,20    |          | UCD      | 13,31    |     | UGE     | 76,29   |         | UCD     | 23,71   |         |         |         |         |
| Régionales 2021      |          | UCD      | 35,14    |          | RN       | 24,62    |          | UGE      | 23,42    |          | LO       | 10,81    |     | UCD     | 42,98   |         | UGE     | 31,46   |         | RN      | 25,56   |         |
| Présidentielle 2022  |          | RN       | 37,21    |          | LFI      | 19,97    |          | LREM     | 18,33    |          | PCF      | 10,53    |     | RN      | 64,31   |         | LREM    | 35,69   |         |         |         |         |
| Législatives 2022    |          | PCF      | 44,19    |          | RN       | 24,22    |          | LR       | 17,44    |          | LREM     | 7,95     |     | LR      | 50,89   |         | RN      | 49,11   |         |         |         |         |
| Européennes 2024     |          | RN       | 47,26    |          | PCF      | 12,04    |          | DVD      | 7,00     |          | RE       | 6,13     |     |         |         |         |         |         |         |         |         |         |
| Législatives 2024    |          | RN       | 47,73    |          | PCF      | 29,22    |          | LR       | 17,53    |          | HOR      | 3,73     |     | RN      | 57,34   |         | LR      | 42,66   |         |         |         |         |

## Démographie
L'évolution du nombre d'habitants est connue à travers les recensements de la population effectués dans la commune depuis 1793. Pour les communes de moins de 10 000 habitants, une enquête de recensement portant sur toute la population est réalisée tous les cinq ans, les populations de référence des années intermédiaires étant quant à elles estimées par interpolation ou extrapolation. Pour la commune, le premier recensement exhaustif entrant dans le cadre du nouveau dispositif a été réalisé en 2007.

En 2022, la commune comptait 1 276 habitants, en évolution de −1,62 % par rapport à 2016 (Somme : −1,26 %, France hors Mayotte : +2,11 %).
| 1793 | 1800 | 1806 | 1821 | 1831 | 1836 | 1841 | 1846 | 1851 |
| ---- | ---- | ---- | ---- | ---- | ---- | ---- | ---- | ---- |
| 936  | 523  | 556  | 585  | 704  | 720  | 732  | 772  | 735  |

| 1856 | 1861 | 1866 | 1872 | 1876 | 1881 | 1886 | 1891 | 1896 |
| ---- | ---- | ---- | ---- | ---- | ---- | ---- | ---- | ---- |
| 811  | 868  | 934  | 937  | 949  | 980  | 992  | 966  | 908  |

| 1901 | 1906 | 1911 | 1921 | 1926 | 1931  | 1936  | 1946  | 1954  |
| ---- | ---- | ---- | ---- | ---- | ----- | ----- | ----- | ----- |
| 917  | 924  | 974  | 951  | 914  | 1 000 | 1 059 | 1 022 | 1 158 |

| 1962  | 1968  | 1975  | 1982  | 1990  | 1999  | 2006  | 2007  | 2012  |
| ----- | ----- | ----- | ----- | ----- | ----- | ----- | ----- | ----- |
| 1 422 | 1 451 | 1 541 | 1 511 | 1 511 | 1 531 | 1 464 | 1 453 | 1 388 |

| 2017  | 2022  | - | - | - | - | - | - | - |
| ----- | ----- | - | - | - | - | - | - | - |
| 1 268 | 1 276 | - | - | - | - | - | - | - |

## Culture locale et patrimoine

### Lieux et monuments

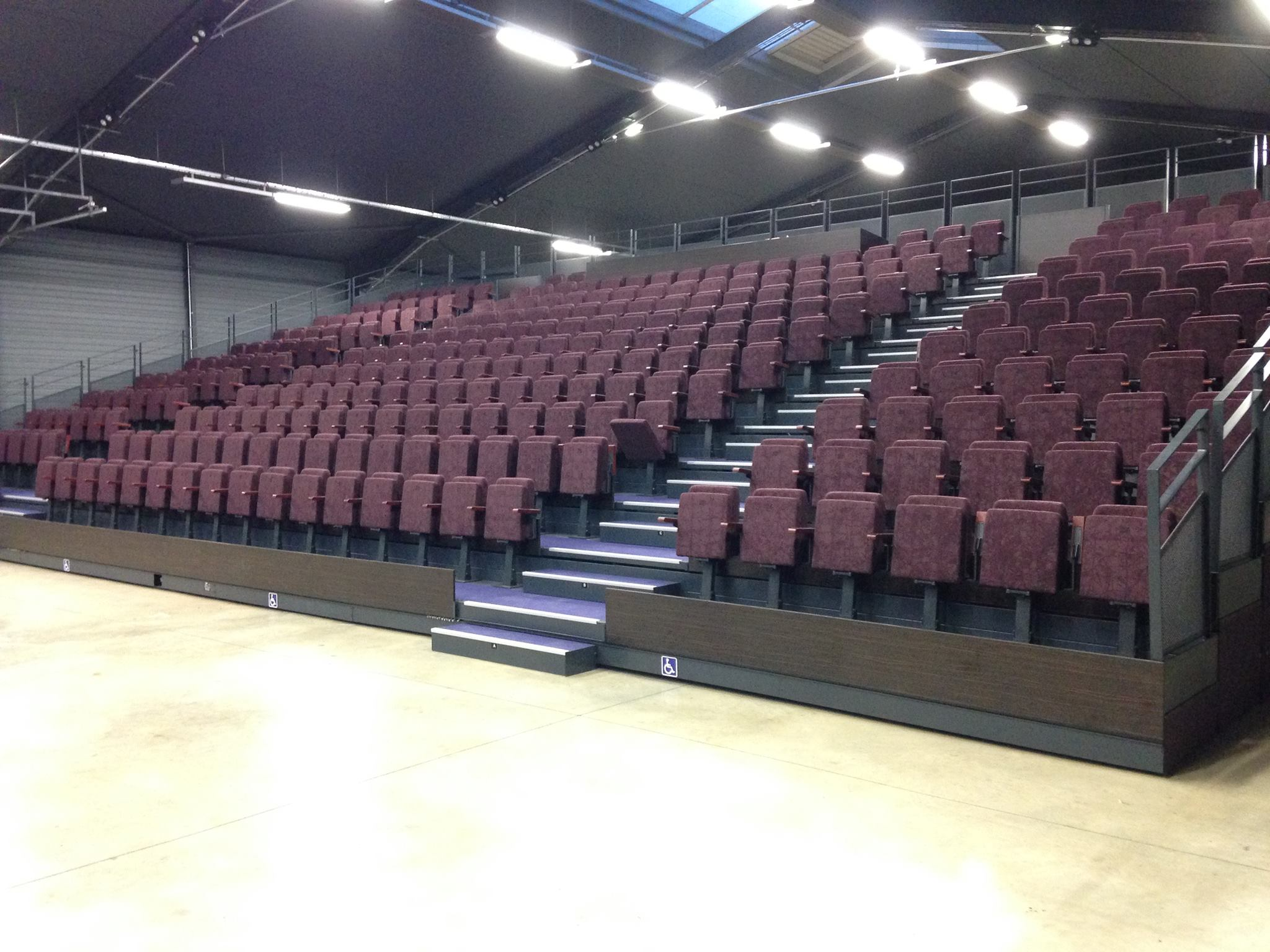
Salle de spectacle de 300 à 900 places.

- Église Saint-Martin, des XVIIe et XIXe siècles.
- Ancien site industriel de serrurerie[37].
- Salle de spectacles Vim'art.

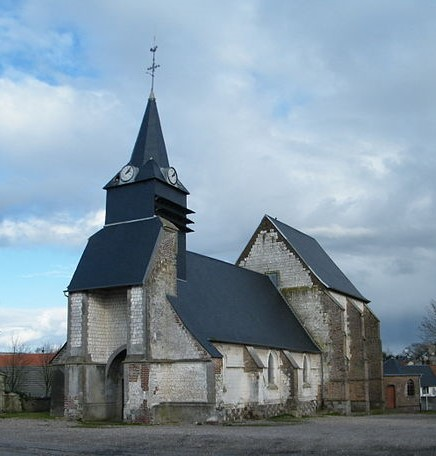
Église Saint-Martin.
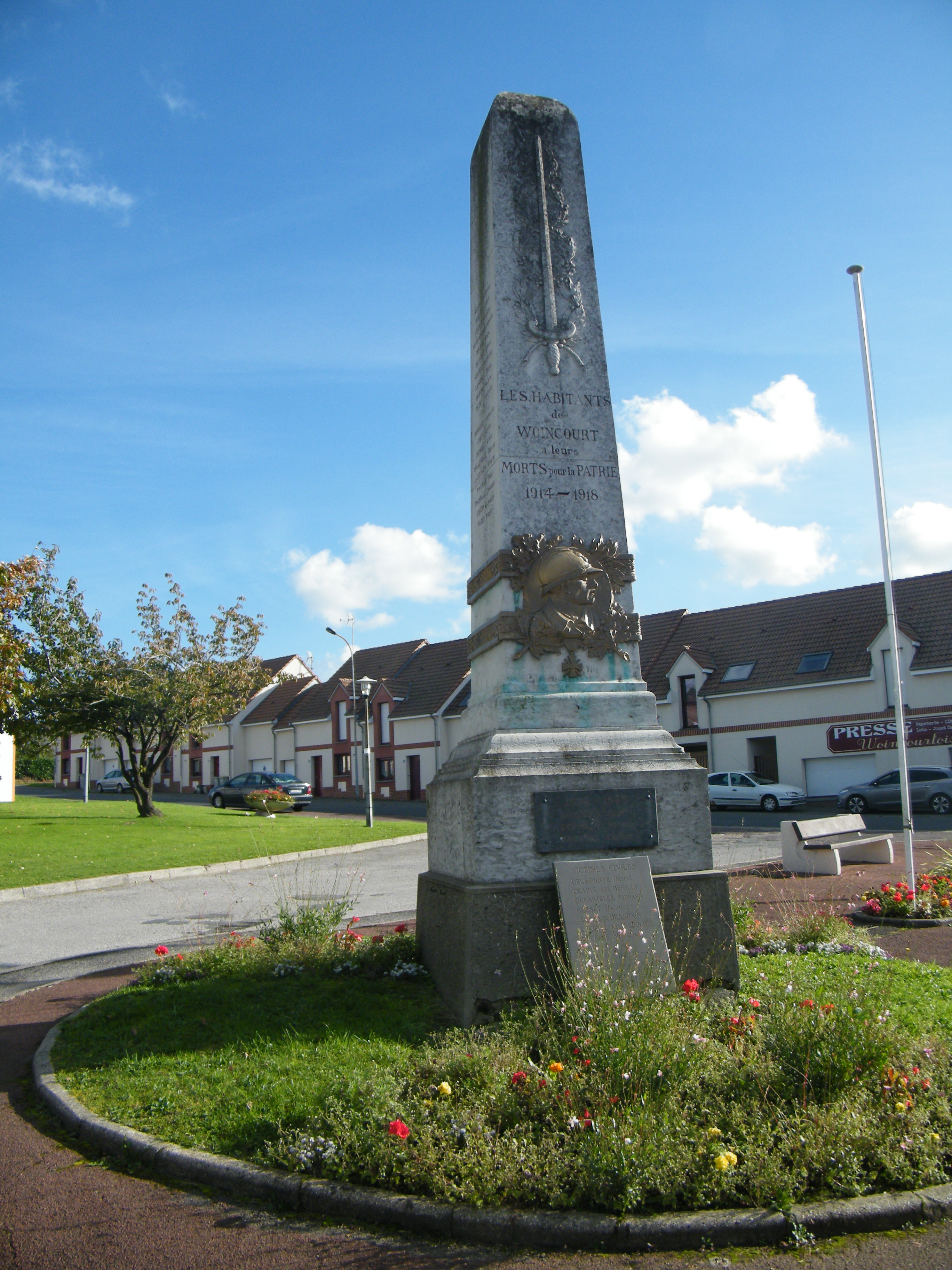
Monument aux morts pour la patrie.
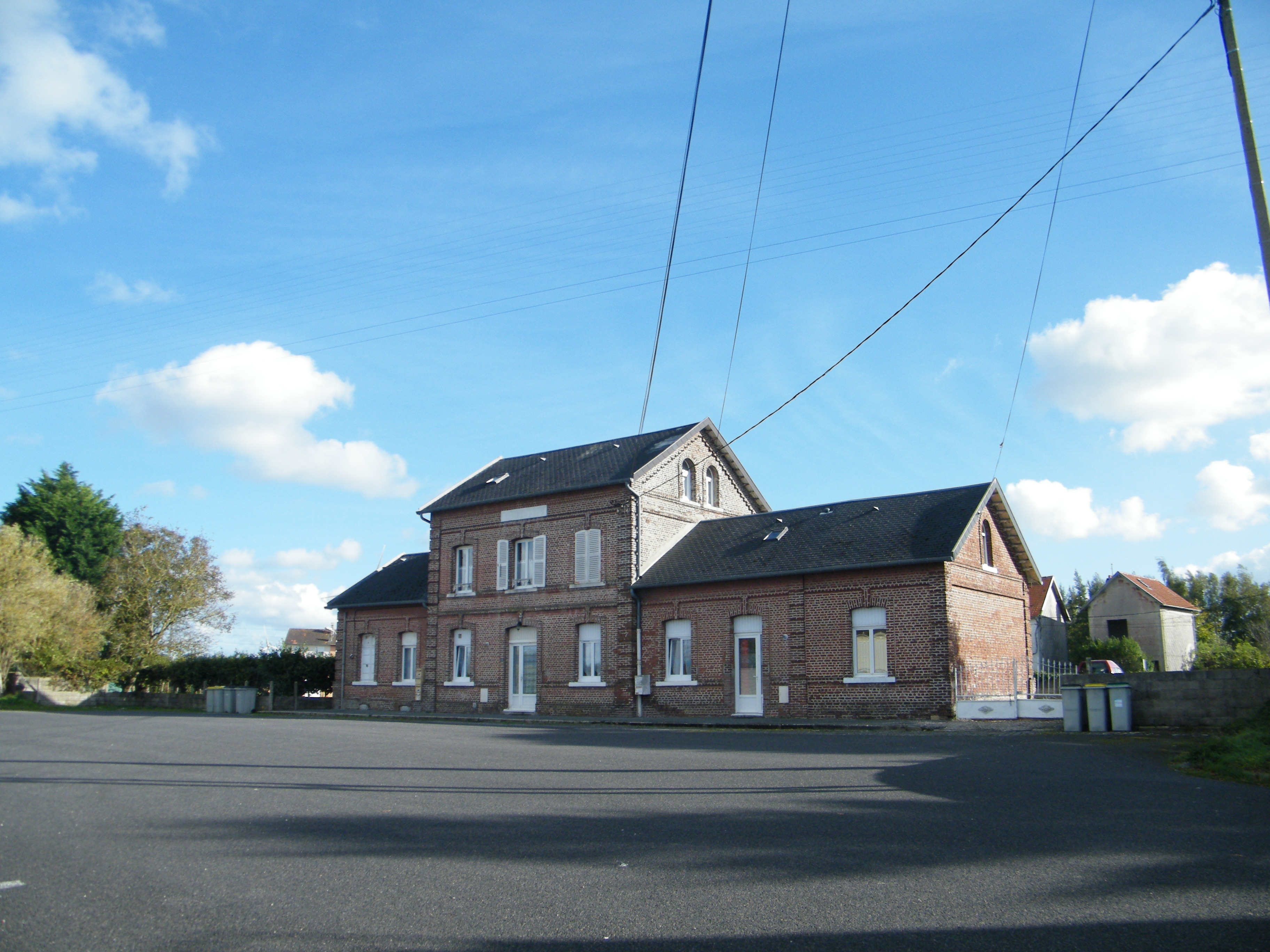
Ancienne gare.